# Eduard Suter
Eduard Suter (1820-1891) was een Zwitsers politicus uit het kanton Zürich.
Hij was in 1867 voorzitter van de Regeringsraad (regeringsleider) van het kanton Zürich.
- Gemeinsame Normdatei: 117382361
- Historisch woordenboek van Zwitserland: 003710
- Virtual International Authority File: 37692365
- WorldCat: E39PBJpdRfVQkD4fBbGrTW4Xh3